# فردریک کوهلر
فردریک کوهلر (انگلیسی: Frederick Koehler؛ زادهٔ ۱۶ ژوئن ۱۹۷۵) یک هنرپیشه اهل ایالات متحده آمریکا است.

## فیلم‌شناسی
چیزهای کوچک (۲۰۲۱)
مسابقه مرگ: فراتر از هرج و مرج (۲۰۱۸)
مسابقه مرگ ۳: دوزخ (۲۰۱۳)
مسابقه مرگ ۲ (۲۰۱۰)
مسابقه مرگ (۲۰۰۸)
دومینو (۲۰۰۵)
آقای مادر (۱۹۸۳)

## تلویزیون
ان‌سی‌آی‌اس: نیواورلئان (۲۰۱۹)
بروکلین نه-نه (۲۰۱۷)
داستان ترسناک آمریکایی: رونوک (۲۰۱۶)
ذهن‌های جنایتکار (۲۰۱۳)
ان‌سی‌آی‌اس (۲۰۱۳)
لاست (۲۰۱۰)
دنیای مالکوم (۲۰۰۴)